# Bandiera di Hure
La bandiera di Hure (库伦旗S, Kùlún QíP) è una bandiera della Cina, appartenente alla regione autonoma della Mongolia Interna e amministrata dalla prefettura di Tongliao.